# Phrynobatrachus bullans
Phrynobatrachus bullans é uma espécie de anfíbio da família Petropedetidae.
É endémica da Tanzânia.
Os seus habitats naturais são: savanas áridas, savanas húmidas, campos de gramíneas de baixa altitude subtropicais ou tropicais sazonalmente húmidos ou inundados, marismas de água doce, marismas intermitentes de água doce, pastagens, jardins rurais, áreas urbanas, lagoas, áreas agrícolas temporariamente alagadas e canais e valas.